# Мэллой, Марти
Марти Мэллой (англ. Martilou Malloy; род. 23 июня 1986, Ок-Харбор, Вашингтон) — американская дзюдоистка, выступающая в лёгкой весовой категории до 57 кг. Бронзовый призёр олимпийских игр (2012), серебряный призёр чемпионата мира (2013), чемпионка Панамериканских игр (2015), многократная чемпионка Америки и победительница национального первенства.

## Биография
В 2012 году на летних Олимпийских играх в Лондоне завоевала бронзовую медаль в весовой категории до 57 кг, проиграв в полуфинале румынской дзюдоистке Корине Кэприориу, но в борьбе за бронзу выиграла поединок у олимпийской чемпионке 2008 года итальянке Джулии Квинтавалле.

## Выступления на Олимпиадах
| Олимпиада   | Дисциплина              | Место   |
| ----------- | ----------------------- | ------- |
| Лондон 2012 | дзюдо, женщины до 57 кг | 3 место |